# Козловка (Новосергієвський район)
Козло́вка (рос. Козловка) — село у складі Новосергієвського району Оренбурзької області, Росія.

## Населення
Населення — 322 особи (2010; 308 у 2002).
Національний склад (станом на 2002 рік):
- росіяни — 90 %